# Luftangriffe auf Merseburg
Im Zweiten Weltkrieg erlebte Merseburg 1944 und 1945 insgesamt 23 Luftangriffe. Oft war die Stadt von Angriffen auf die benachbarten Leunawerke mit betroffen, mehrmals aber das Hauptziel. Die meisten Angriffe flogen die United States Army Air Forces, immer zur Tageszeit. Das britische RAF Bomber Command beteiligte sich am 6. Dezember 1944 mit einem Nachtangriff, der auf einen amerikanischen Tagesangriff folgte („Doppelschlag“). Insgesamt wurden durch die beteiligten Bomberverbände in weniger als 24 Stunden 6.300 Sprengbomben, 125 Minenbomben, 3.000 Stabbrandbomben und 300 Phosphorbomben abgeworfen. 9.800 Gebäude wurden zerstört oder beschädigt, nur 20 % bleiben unbeschädigt, es gab mindestens 587 Tote und 700 Verletzte.

## Luftabwehr, Luftschutz
Die Region Merseburg / Leuna / Schkopau / Lützkendorf, ein Schwerpunkt der chemischen Industrie im Deutschen Reich, war vom Mitteldeutschen Flakgürtel umgeben, der nach Beginn der „Öl-Offensive“ der angloamerikanischen Luftstreitkräfte am 12. Mai 1944 noch erheblich verstärkt wurde. Neben den etwa 500 schweren Flakgeschützen am Boden (Kaliber 8,8 cm, 10,5 cm und 12,8 cm) gab es drei Eisenbahnflakzüge mit 24 Geschützen (Kaliber 12,8 cm). Die Bomberbesatzungen sprachen von der „Flak-Hölle Merseburg“. 123 schwere viermotorige Bomber wurden in der Region abgeschossen.
In Merseburg gab es (öffentliche) Luftschutzbunker unter dem Petri-Kloster, unter dem Ostflügel des Schlosses, in der Krypta des Domes, in den Kellern der Engelhardt-Brauerei, unter der Oberen Burgstraße, im „Tiefen Keller“, unter den Höfen der Schulen, am Stadtkrankenhaus. Luftschutzstollen befanden sich am Schulplatz, am Krankenhaus, am Fliegerhorst, im Schlossgarten, am Stadtpark, im Wilmowsky-Garten, am Scheitplatz, unter dem Altenburger Friedhof (Eingang im Hang an der Gartenkolonie), an der Neumarktkirche (Neumarktstollen), mit Eingängen beidseits neben den Domstufen.
1944 erfolgte eine teilweise Evakuierung der abkömmlichen Bevölkerung aus dem stark bombengefährdeten Merseburg (1939: 37.000 Einwohner). So wurden Kleinkinder mit Müttern und Schüler besonders im Landkreis Sangerhausen untergebracht, ganze Schulklassen in Stolberg (Harz). Die älteren Schüler-Jahrgänge wurden zur Flak eingezogen.

## Die Angriffe

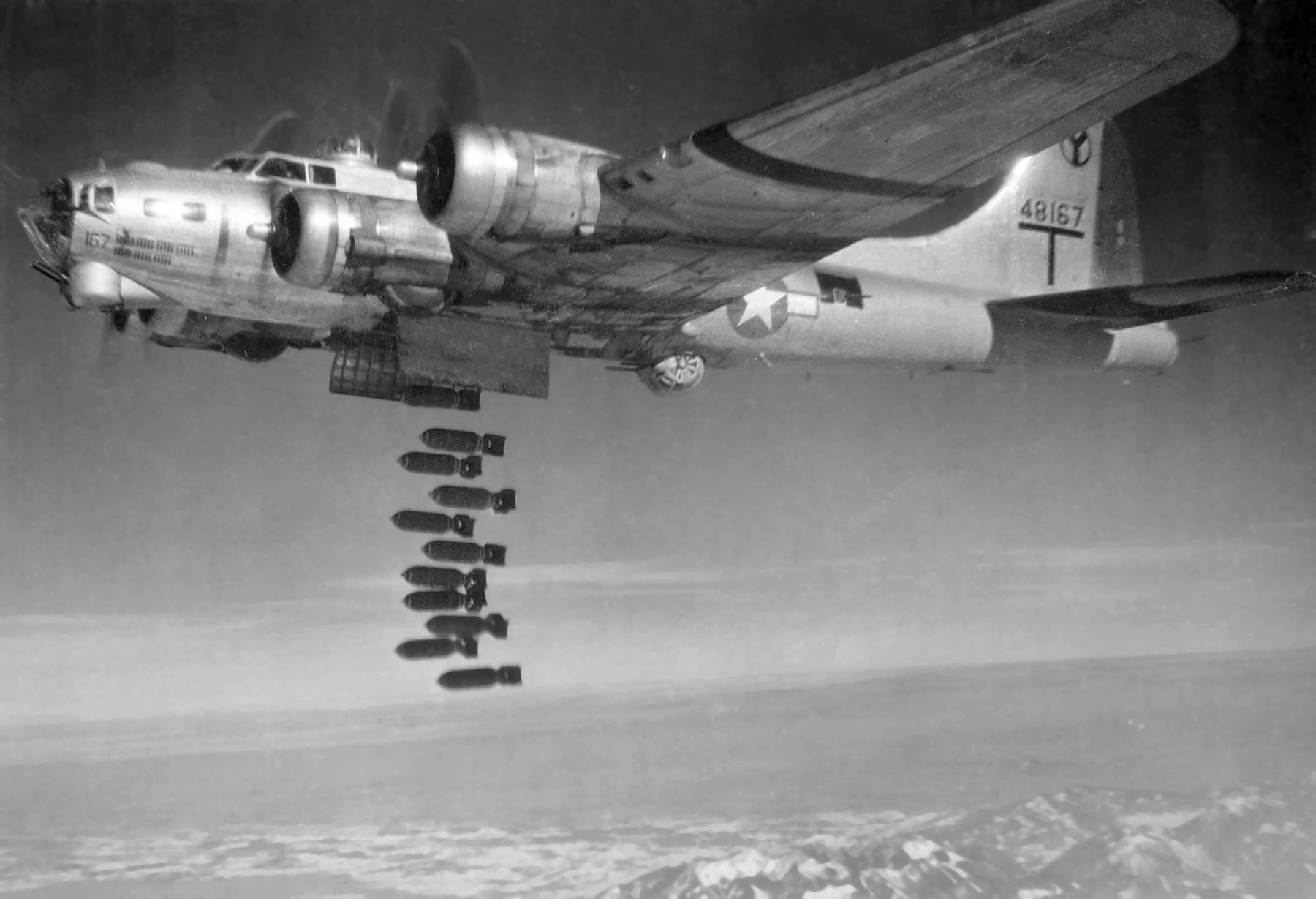
Amerikanische B-17 „Flying Fortress“

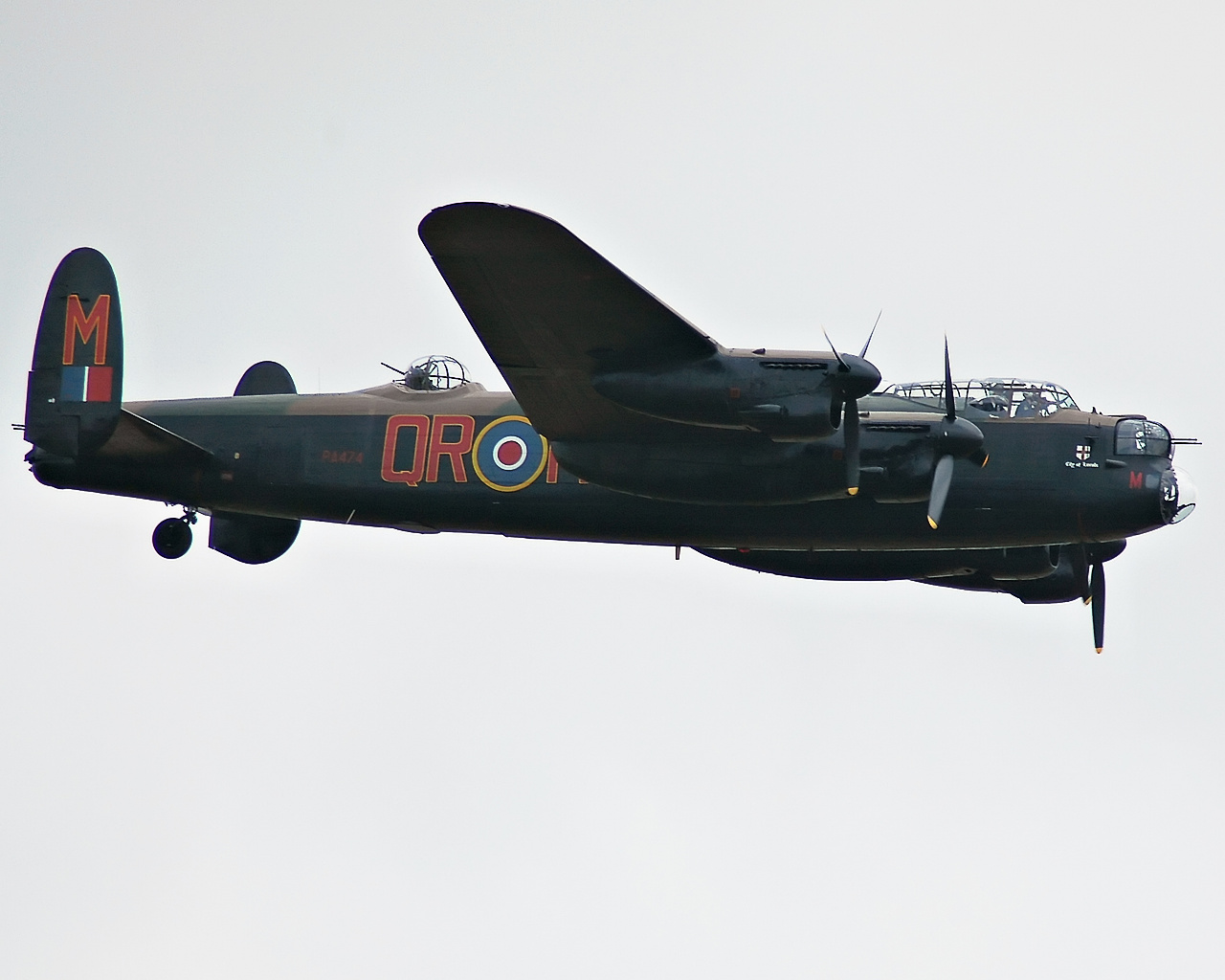
Britischer Lancaster-Bomber

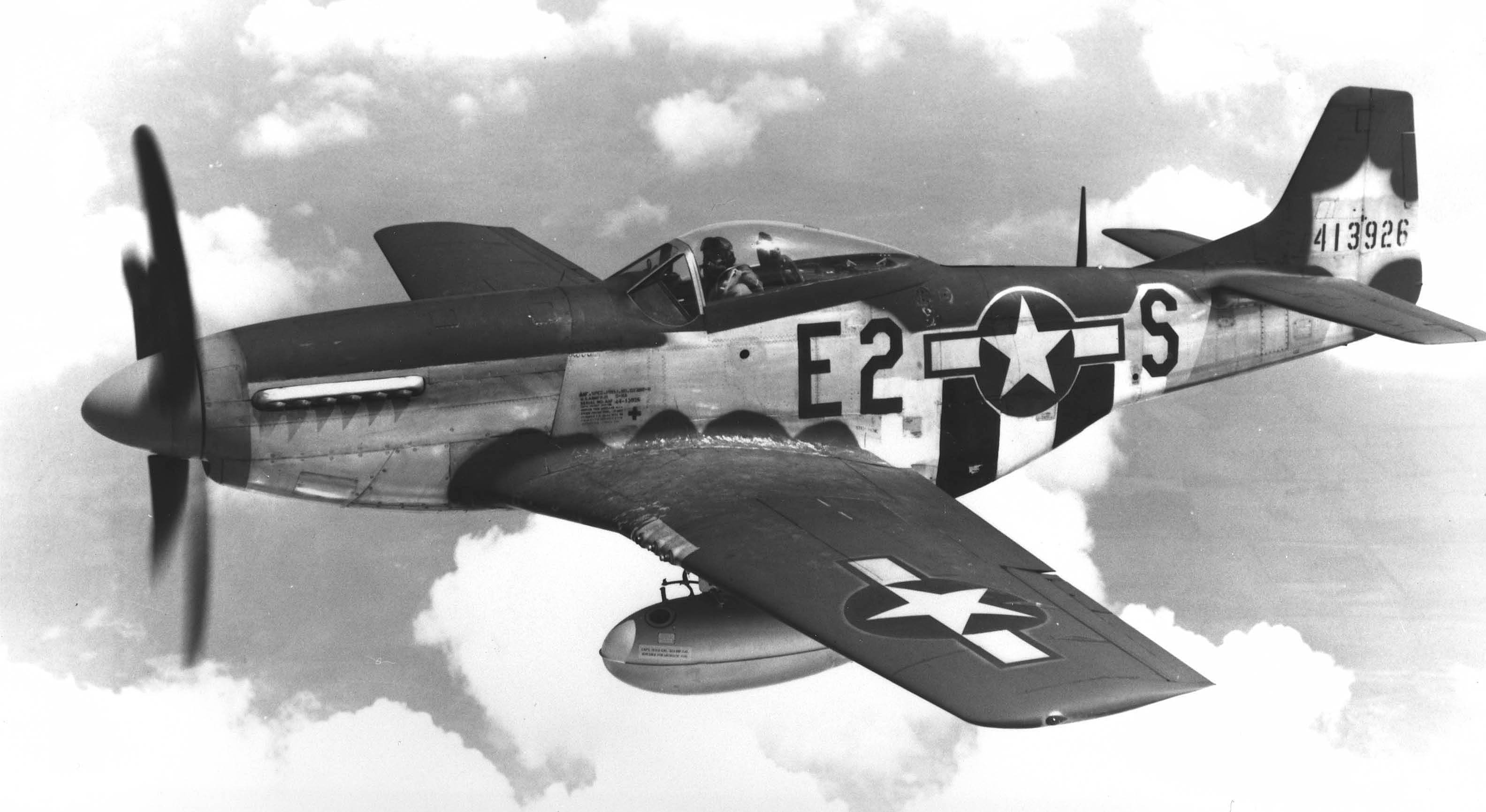
Langstreckenbegleitjäger des Typs P-51 „Mustang“

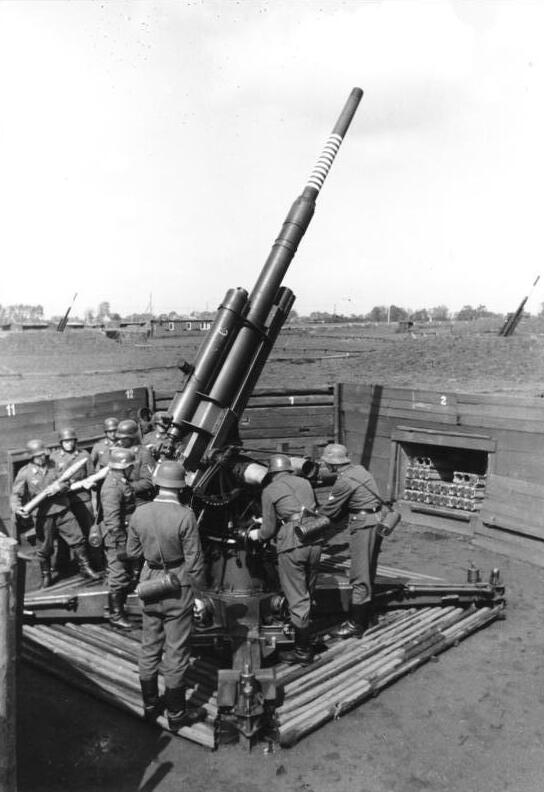
Deutsche 8,8-cm-Flak 41

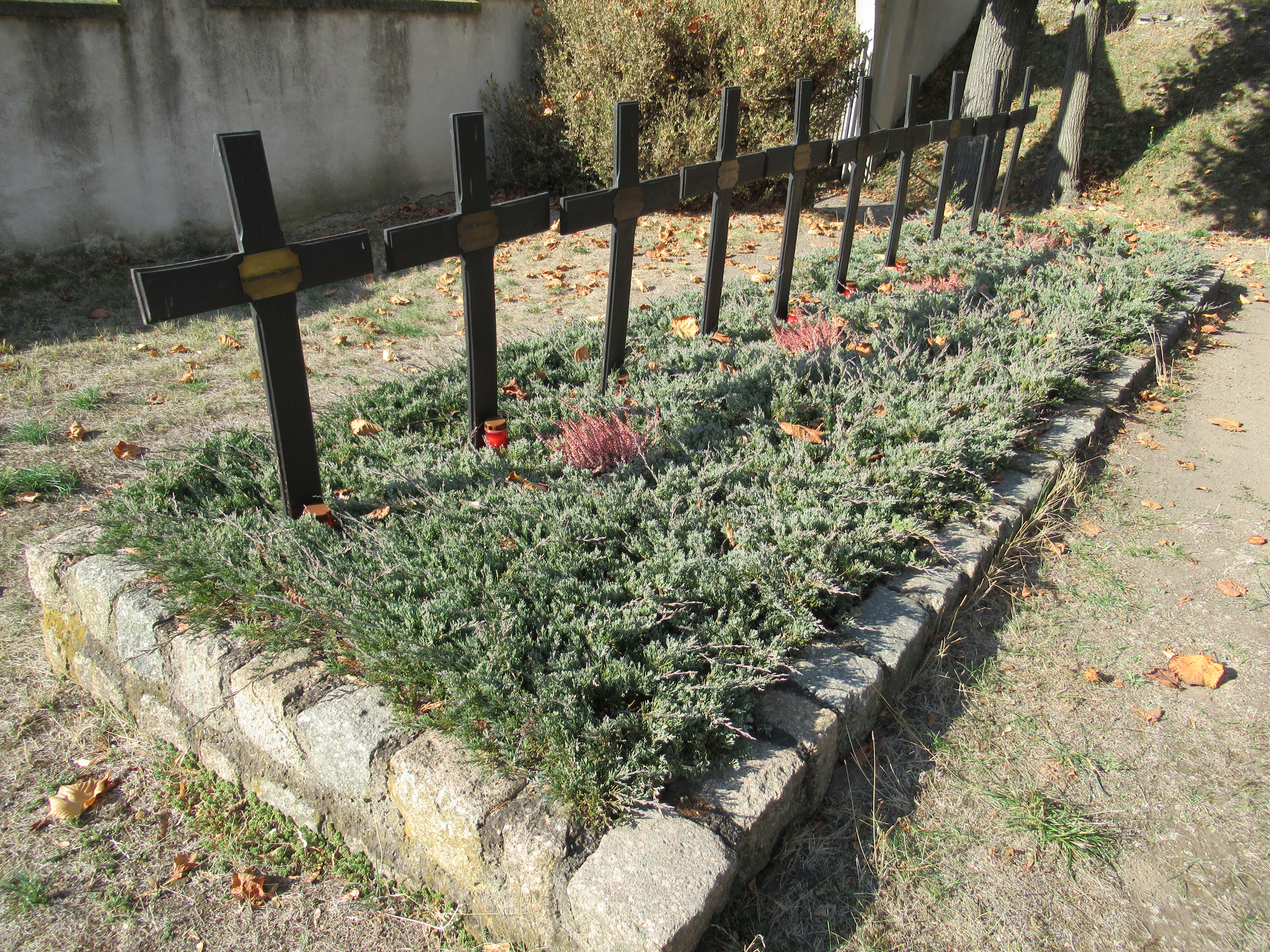
Bei Frankleben gefallene Flaksoldaten

Alle Luftangriffe ab Mai 1944 bis Januar 1945 wurden durch schwere viermotorige Bomber von Südengland aus geflogen. Die 8th Air Force der USAAF setzte für ihre Tagesangriffe (nach Sicht) dabei ganz überwiegend B-17 „Flying Fortress“, aber auch B-24 „Liberator“ ein, das Bomber Command der RAF für seine radargeführten Nachtangriffe die Avro Lancasters. Der amerikanische Begleitschutz bestand aus Hunderten von Langstreckenjägern der Typen Lockheed P-38 „Lightning“, Republic P-47 „Thunderbolt“ und North American P-51 „Mustang“, die auch als Tiefflieger / Jagdbomber tätig wurden, besonders in der ersten April-Hälfte 1945.
Erste britische Angriffe, mit geringen Sachschäden und ohne Opfer, hatten bereits in den Nächten vom 28./29. August 1940 und vom 8./9. Juli 1941 stattgefunden. Beim RAF Bomber Command hatte das Ziel Merseburg den Codenamen „Sailfish“ (engl. für Fächerfisch). Der Stellvertreter von Arthur Harris, Oberbefehlshaber des Bomber Command, war Air Vice-Marshal Robert Saundby, der als begeisterter Angler alle in Auswahl kommenden deutschen Städte mit einem Fish code versah.

### Die einzelnen Angriffe
Ein Teil der Bombenangriffe auf die Stadt Merseburg war wohl auf Einsätze gegen die Leunawerke und andere Chemiebetriebe in der Region zurückzuführen. Doch ist von der Strategie und der Verteilung der Bombentreffer her abzuleiten, dass die Angriffe von Oktober bis (besonders) Dezember 1944 der Stadt selber gegolten haben.
Die folgenden Angaben stammen überwiegend aus der unten angeführten Publikation von Rehmann, aber auch aus der Dokumentation von Pabst und dem Tagebuch und Dokumentation von Karl Gutbier.
- 12. Mai 1944: 13.48 – 14.08 Uhr. Parallel zu dem Großangriff von 224 B-17 der USAAF auf die Leunawerke im Rahmen der beginnenden „Öl-Offensive“ der Alliierten attackierten 14 B-24 die Stadt Merseburg als „Sekundärziel“ mit 29 Tonnen Sprengbomben. Bei der damaligen Zielungenauigkeit trafen jedoch auch Ausläufer des Hauptangriffs auf die Leunawerke die Stadt. 580 Bombentreffer wurden in Merseburg gezählt. Umfangreiche Schäden gab es besonders in der Seffner-, der Wilhelm-, der Christianen-, Hutten- und Hallischen Straße. Hans-Schemm-Schule teilzerstört. 138 Tote (Pabst) bzw. 301 Tote (Rehmann) und viele (Schwer-)Verletzte wurden nach dem unerwarteten Angriff in Merseburg gezählt.

- 20. Juli 1944: Leichter US-Angriff mit 10 Sprengbomben. Treffer in Hindenburg- und Lindenstraße. 2 Tote (Gutbier).

- 28. Juli 1944: 9.35 – 10.05 Uhr. Der Hauptangriff der USAAF galt wohl den Leunawerken und dem Mineralölwerk Lützkendorf, doch gab es auch in Schkopau und in Merseburg schwere Schäden. Hier war betroffen die Altstadt mit Unter- und Oberaltenburg, Klausentor, Rosental, Weinberg, Weiße Mauer, Eselsplatz, Hälter-, Schmale und Stufen-Straße. Der Altenburger Friedhof, der Schlossgarten, das westliche Orangenhaus, das Lichtspieltheater „Sonne“, der Stadtfriedhof und das Kulturhaus „Herzog Christian“ am Gotthard-Teich wurden teilweise zerstört. 97 Tote (Pabst), 128 Tote (Gutbier).

- 29. Juli 1944: wieder waren die Leunawerke das US-Angriffsziel, doch wurde die benachbarte Merseburger Siedlung Exerzierplatz schwer getroffen, auch Geusa und seine Kirche. 12 Tote (Gutbier), 43 Tote (Pabst). „Bilanz beider Angriffe: 186 Tote“ (Rehmann).

- 24. August 1944: Leichter US-Angriff mit 60 Sprengbomben.

- 11. September 1944: US-Angriff mit 350 Sprengbomben. 8 Tote (Gutbier).

- 13. September 1944: Leichter US-Angriff mit 14 Sprengbomben. 2 Tote (Gutbier).

- 28. September 1944: US-Angriff mit 400 Sprengbomben. Betroffen: Bahnhofsgelände, Hindenburg-Straße, Wilhelmstraße, Moltke-Straße. 7 Tote (Gutbier). Die drei September-Angriffe zusammen: 17 Tote (Pabst).

- 7. Oktober 1944: 11.16 – 12.30 Uhr. Der Ortsteil Neumarkt wird bei einem US-Angriff mit 350 Sprengbomben schwer in Mitleidenschaft gezogen, auch die neue Straßenbrücke über den Kanal, die Dompropstei und der Ostflügel des Schlosses. 24 Tote (Gutbier), 27 Tote (Pabst), 88 Tote (Rehmann).

- 2. November 1944: US-Angriff mit 120 Sprengbomben. Keine Toten.

- 21. November 1944: 12.15 – 12.25 Uhr. US-Angriff mit 250 Sprengbomben. Die Bombeneinschläge sind über das ganze Stadtgebiet verteilt. Getroffen werden die Gotthardt-, Wagner-, Grüne Straße, die Lauchstädter, Adolf-Hitler- (Bahnhof-)Straße, Hindenburg- (König-Heinrich-)Straße, Post-, Karl-, Klobikauer, Brauhaus-, Weißenfelser, Dietrich-Eckardt- (Fritz-Teuter-)Straße, Schiller-Straße, Am Markt und Otto-Weg. Auch die Gasanstalt erhält Treffer, für längere Zeit fällt die Gasversorgung aus. 15 Tote (Gutbier), 16 Tote (Pabst), 105 Tote (Rehmann).

- 25. November 1944: US-Angriff von 11.28 bis 13.20 Uhr, 1.000 Sprengbomben, verheerende Sachschäden und 105 Todesopfer.[5] 115 Tote (Gutbier).

- 30. November 1944: US-Angriff mit 200 Sprengbomben. 8 Tote (Gutbier), 9 Tote (Pabst).

- 6. Dezember 1944: Schwerster Tag für Merseburg, mit Doppelangriff am Tag (USAAF) und dann in der Nacht (RAF).

11.40 – 12.45 Uhr: Hunderte amerikanische B-17 „Flying Fortress“ warfen von 11.40 bis 12.45 Uhr etwa 1.000 Sprengbomben auf die Stadt.
In die andauernden Rettungs-, Bergungs- und Löscharbeiten hinein erfolgte dann von 20.25 – 21.25 Uhr der Angriff durch 475 Lancaster-Bomber und 12 Mosquitos der Royal Air Force. Die Navigation erfolgte mit dem radargestützten H2S-System und nach Zielmarkierung mit „Christbäumen“ und Leuchtbomben. Abgeworfen wurden 2.242 Tonnen Bombenlast: 100 Minenbomben zum Aufreißen der Dächer, 800 Sprengbomben, 300 Phosphorbomben und 3.000 Stabbrandbomben. Die Bombeneinschläge verteilten sich über das gesamte Stadtgebiet, die Merseburger „Altstadt brannte lichterloh“. Die Löscharbeiten waren durch die Zerstörung auch der Wassersammelleitung erheblich behindert. Nach den Angriffen lagen Wohngebiete und viele öffentliche Gebäude in Schutt und Trümmern: so das Neue Rathaus, das Kaufhaus Dobkowitz, die Oberschule für Jungen in der Abbe-Straße, die Lessing-Schule, die Pestalozzi-Schule und die Windberg-Schule, die Risch-Mühle und das Stadt-Café, die Wohnsiedlung der Gagfah („Bild des Grauens“). „Die Stadt war danach fast ganz zerstört“ (Bachmann, Kreisführer der Feuerwehr Merseburg) Der Angriff entsprach der britischen Area Bombing Directive für die Flächenangriffe auf deutsche Städte.
Die beiden Angriffe zusammen forderten 69 Tote (Gutbier, Tabelle S. 30), 81 Tote (Pabst), 112 Tote (Rehmann) bzw. 128 Tote (Merseburger Zeitung, zit. nach Gutbier, S. 21). Erst am 9. Dezember gab es wieder Strom, aber noch kein Wasser oder Gas. „Der 6. Dezember 1944 dürfte wohl zu den schrecklichsten Tagen gehören, die Merseburg je erlebt hat“ (Karl Gutbier, Lehrer, Heimatforscher, Zeitzeuge).
- 12. Dezember 1944: Die 1st Bombardment Division der 8th Air Force warf im letzten schweren Angriff des Jahres von 12.30 – 13.25 Uhr etwa 500 Sprengbomben auf die Stadt. Der Flakabwehr war die Munition ausgegangen. Getroffen wurden Gebiete am Tiefen Keller, in der Burg-, Mälzer-, Gotthardt-, Breite-, Hindenburg-, Adolf-Hitler- (Bahnhof-)Straße, am Entenplan, am Seitenbeutel, vom Sixtiberg bis zur Schmale Straße, Am Stadtpark und am Steckners Berg. Das „Tiroler“ und das Bahnhofsprovisorium (nach früherer Zerstörung) wurden getroffen. 32 Tote (Gutbier), 41 Tote (Rehmann) bzw. 48 Tote (Pabst) mussten registriert werden.

- 14./15. Januar 1945: Bei einem schweren Nachtangriff der RAF auf die Leunawerke war auch Merseburg mit betroffen: die Reichsbahnstrecke Schlachthof – Leuna, die Siedlung Exerzierplatz und das Dorf Kötzschen. Nach Gutbier wurden in der Stadt die Einschläge von 25 Minenbomben, 25 Sprengbomben, 50 Stabbrandbomben und 5 Leuchtbomben festgestellt.[8] Kein Toter (Gutbier), 6 Tote (Pabst).

April 1945: zahlreiche Einsätze von Jagdbombern.
Am 13., 14. und 15. April 1945 gab es schwere Kämpfe in und um Merseburg, am 15. April besetzte die US-Armee die Stadt.

## Abgeworfene Bomben
Nach Gutbier wurden insgesamt bis zum 14. Januar 1945 9.769 Bomben auf Merseburg geworfen: 6.289 Sprengbomben, 125 Minenbomben, 300 Phosphorbomben, 3.050 Stabbrandbomben und 5 Leuchtbomben. Bis einschließlich zu dem Tagesangriff am 6. Dezember 1944 waren nur Sprengbomben eingesetzt worden. Rehmann kommt auf 5.700 Bomben (ohne Blindgänger und die Brandbomben offenbar nicht mitgezählt) bis Jahresende 1944. Dazu kamen dann noch der Angriff vom 14. Januar 1945 und die Abwürfe der US-Jagdbomber im April.
Die Kreisbauernschaft Merseburg stellte fest, dass auf ihre Flur 26.000 Bomben gefallen waren.

## Sachschäden
Nach Rehmann hatten bis zum Jahresende 1944 (der 14. Januar 1945 und die späteren Jabo-Attacke nicht mitgerechnet) 19 Luftangriffe „die Stadt Merseburg zu großen Teilen zerstört“. 15 % der Gebäude wurden total vernichtet, 35 % erlitten schwere und 30 % leichte Schäden. Danach blieben nur 20 % der Gebäude unbeschädigt. Dann folgten noch der Luftangriff vom 14. Januar 1945, die Jagdbomberangriffe im April und die Kämpfe in der Stadt vom 13. bis 15. April 1945. Nach Gutbier wurden zerstört oder beschädigt: 9.621 Wohngebäude, 67 Öffentliche Gebäude und 65 Wirtschaftsgebäude. Der Bahnhof Merseburg wurde zerstört (1956 Neubau). Auch kirchliche und profane Kulturbauten waren erheblich betroffen. Alle Merseburger Saale-Brücken wurden bei den Luftangriffen zerstört.

### Kulturbauten
Diese – unvollständigen – Angaben beruhen auf der Darstellung von Renate Kroll in „Schicksale deutscher Baudenkmale im Zweiten Weltkrieg“
„Die Stadt erlitt im Krieg schwere Zerstörungen bei 23 Luftangriffen … die Altstadt (wurde) besonders durch den Angriff am 6. Dezember 1944 verheert“.
- Merseburger Dom: Der Dom wurde 1944 durch Luftangriff beschädigt: die südlich an den Chor gelehnte Gewandkapelle mit Kreuzgratgewölben um 1230, die angrenzende, zur Fürstengruft gehörende Kapelle mit Schiff aus dem 13. Jahrhundert und Chor aus dem 14. Jahrhundert, sowie die südlich benachbarte Michaeliskapelle, die durch Umbau von Bauteilen des 13. Jahrhunderts entstand. In der Nordwand der Bischofskapelle (nördlicher Querschiffsarm) entstand ein senkrechter Riss. Die Dächer wurden beschädigt, die Fenster zerstört. Infolge der Dachschäden löste sich der Putz von den Wänden, die Ausmalung von 1883–1886 zerfiel.

- Domkapitelhaus: wurde durch Bombenvolltreffer 1944 stark beschädigt, die spätgotischen Malereien vernichtet. Das Gebäude wurde wiederhergestellt.

- Pfarrkirche St. Norbert: am 28. Juli, 25. November und 12. Dezember 1944 stark in Mitleidenschaft gezogen, das Pfarrhaus völlig zerstört. In der Nacht vom 14. zum 15. April 1945 erfolgten weitere Zerstörungen durch Granattreffer. Nach Kriegsende Wiederaufbau und Erweiterung.

- Schloss Merseburg: Karreeförmige Anlage, deren Südseite der Dom einnimmt. Der Ostflügel wurde durch Luftangriff zerstört und brannte aus. Die Haube des Kammerturms wurde vernichtet. Im Äußeren rekonstruiert, im Inneren frei gestaltet.

- Schlossgartensalon: im barocken Schlossgarten gelegen. Im Krieg das westliche Orangenhaus zerstört, dabei die Westseite des Schlossgartensalons in Mitleidenschaft gezogen. Umfangreiche Schäden an Dach und Fenstern, infolgedessen Schwammbildung, der alle Decken und das barocke Treppenhaus zum Opfer fielen. Nach Restaurierung fehlt die 1944 zerstörte westliche Orangerie.

- Herzog-Christian-Haus: für Herzog Christian 1688 bis 1691 errichtet, als barockes „Fischhaus“. 1816 in Kaffeehaus umgewandelt. Zweigeschossiger Putzbau von 11 Achsen mit Mansarddach. 1944 durch Luftangriff völlig zerstört, Ruinen 1945/46 abgetragen.

- Hoffischerei: errichtet 1661, spätere Umbauten. Das Vorderhaus wurde am 7. Oktober 1944 in seiner nördlichen Hälfte zerstört und 1967 abgerissen.

- Marktplatz mit Altem und Neuem Rathaus, Bürgerhaus Markt 24 – ein Sandsteinbau. 1944 wurden durch Luftangriff die östliche Häuserzeile und das Neue Rathaus auf der Südseite zerstört, das Alte Rathaus beschädigt.
- Denkmal für die Gefallenen des Ersten Weltkrieges im ehemaligen Irrgarten vor dem Stadtfriedhof St. Maximi, 1927 eingeweiht, enthielt Kassette mit den Namen von 900 gefallenen Merseburgern.

## Bilder der Zerstörungen
Etwa 30 Aquarelle mit Bildern der zerstörten Stadt von Franz Wagner findet man als Anhang in dem unten angeführten Buch von Karl Gutbier.

## Opferzahlen und Begräbnisstätten
Die Addition der Opfer aus den einzelnen Angriffen in der Publikation von Rehmann ergibt 833 Tote, obwohl er nicht alle Angriffe aufgezählt hat, sondern nur acht schwere. Möglicherweise trifft die von ihm genannte Opferzahl von 301 allein für den 12. Mai 1944 nicht zu. Nach Pabst ergeben sich 587 Tote, obwohl er nur 14 Angriffe zugrunde legt, nach Gutbier 540 Tote. Gutbier schränkt bei dieser Zahl jedoch ein, es könnten noch nicht alle Opfer enthalten sein, da die Zahlen schon kurz nach den Angriffen gemeldet wurden. Trotz dieser Einschränkung legt die Stadt Merseburg bei ihren Gedenkfeiern eine Totenzahl von 540 zugrunde. Addiert man die jeweils höchsten Todeszahlen der verschiedenen Autoren für die einzelnen Angriffe, so kommt man auf 1.000 Tote. Dazu kamen nach Pabst 322 Schwer- und 311 leichter Verletzte, nach Gutbier 704 Verletzte. 13.500 Merseburger wurden obdachlos (Gutbier).
Die meisten Bomben-Toten wurden im Südteil des Stadtfriedhofs St. Maximi (Abt.V) in Massengräbern beigesetzt. Neben der Grabanlage mit inzwischen unlesbaren flach im Rasen liegenden Namenssteinen wurde eine Gedenkstätte gestaltet: Inschrift des zentralen Gedenksteins: „Den Opfern von Krieg und Gewaltherrschaft“. Auf einer der sieben umgebenden Steinplatten mit insgesamt 400 Namen steht, dass es sich um „Kriegs- und Bombenopfer 1940–1945 in Merseburg“ handelt. Ein Gedenkstein (Findling) auf der anderen Seite der Gräberfelder zeigt den Schriftzug „Die Toten mahnen“. Die Republik Italien setzte ihren – bei den Luftangriffen getöteten – Militärinternierten ein Denkmal mit italienischer und deutscher Inschrift: „Zum steten Gedenken an ihre Gefallenen“, deren Gebeine exhumiert und in die Heimat übergeführt wurden.

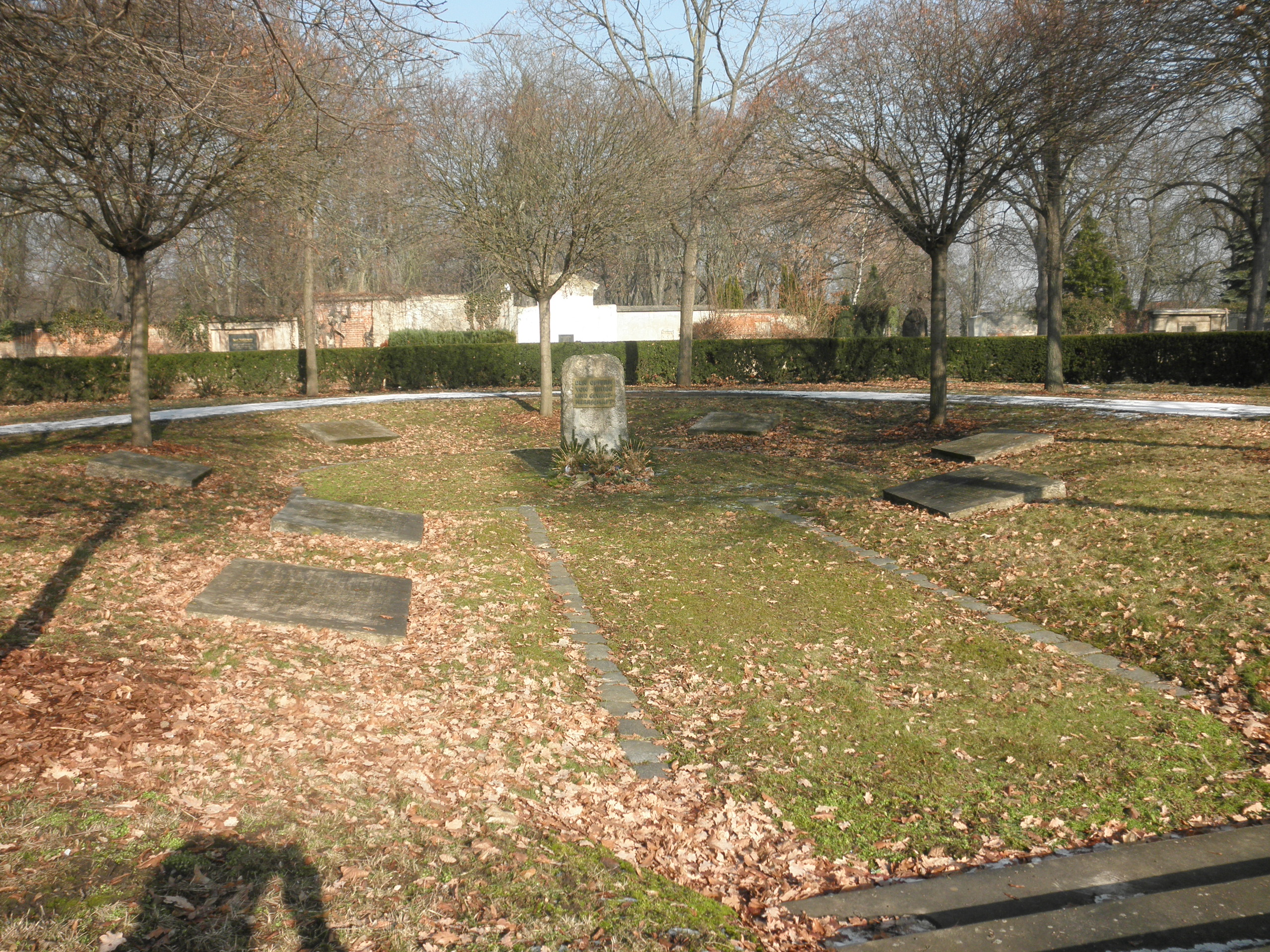
Gedenkstätte „Kriegs- und Bombenopfer Merseburg“
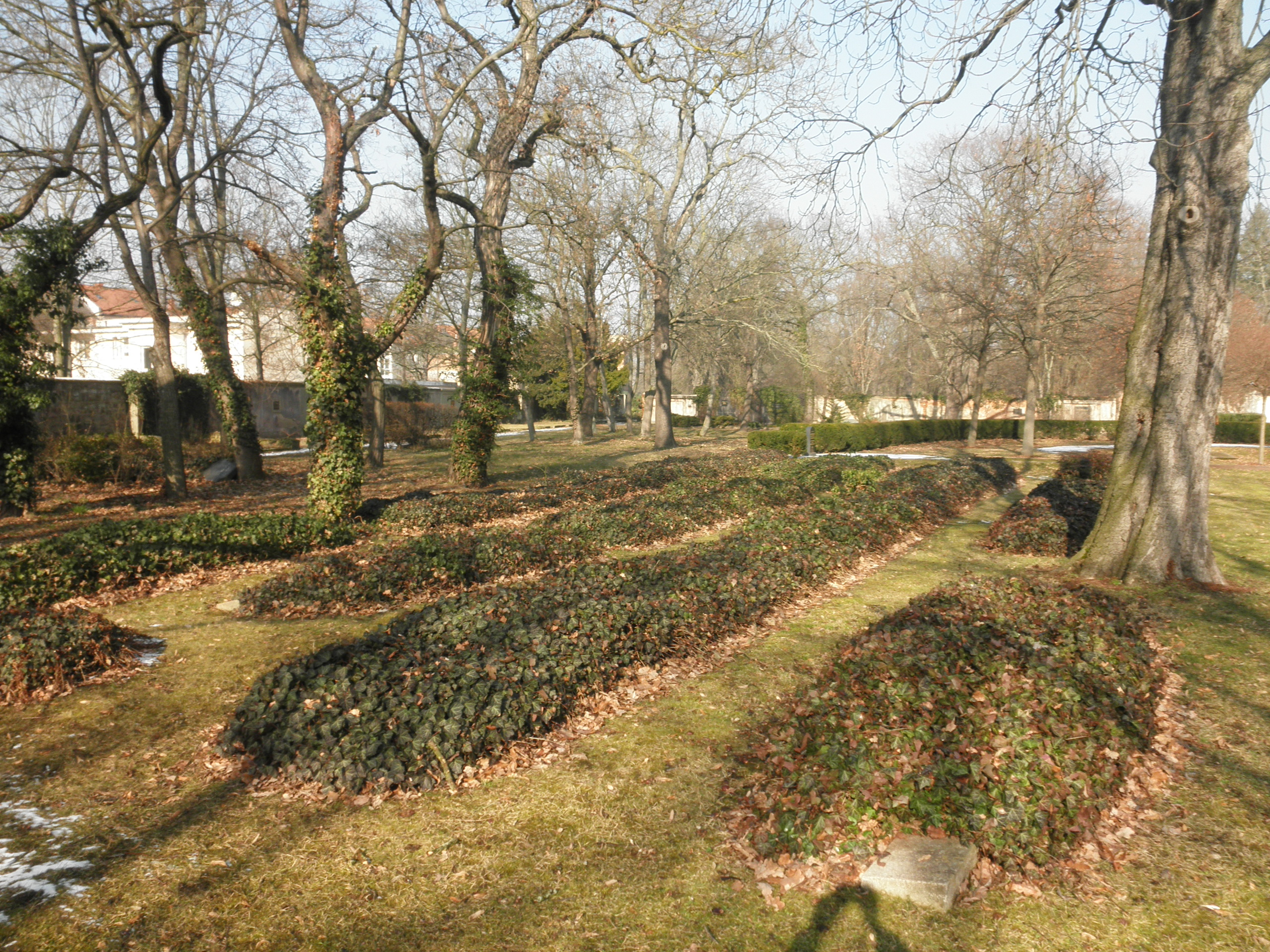
Massengräber Bombenopfer Merseburg
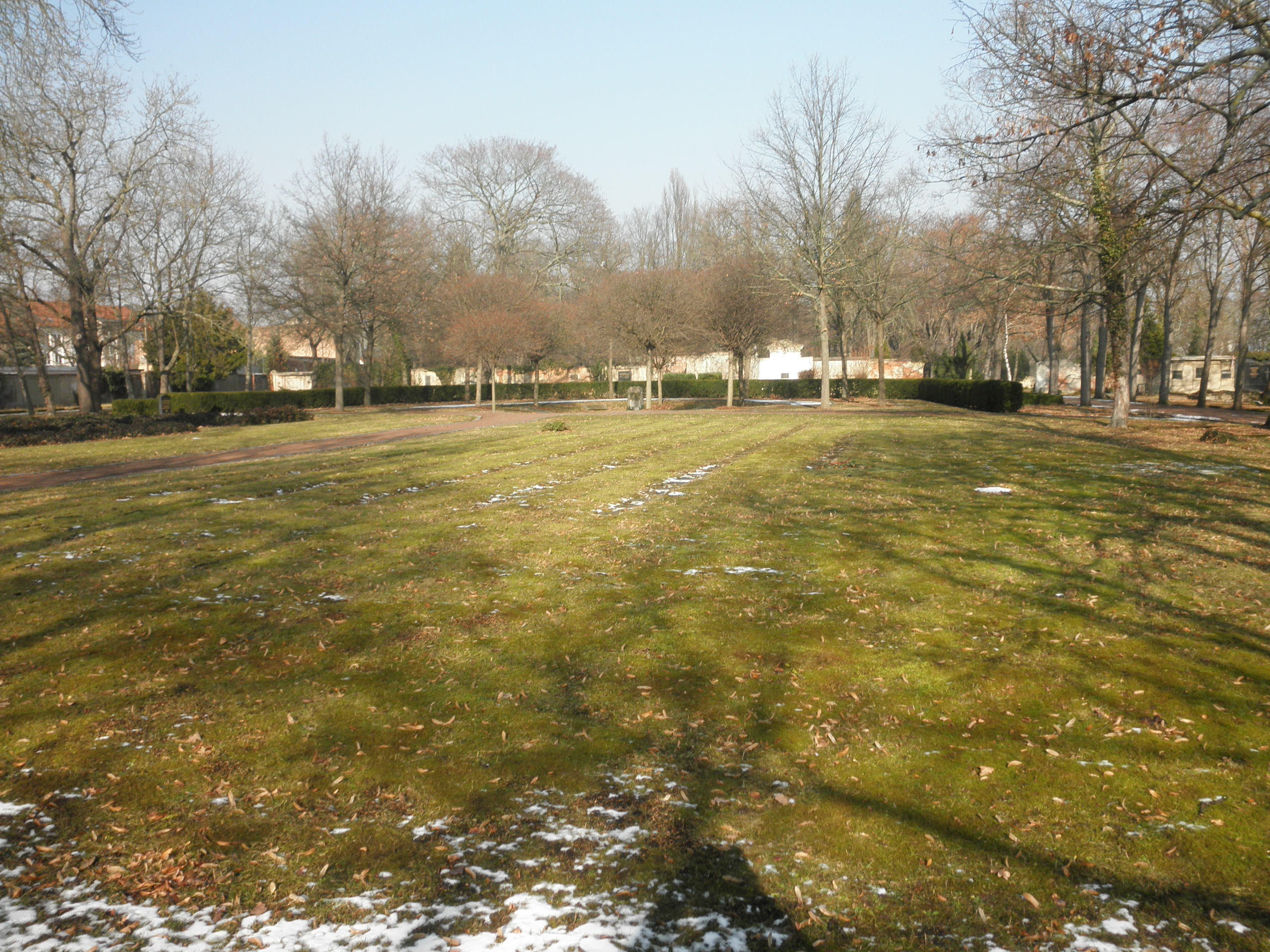
Gräberfeld Bombenopfer Merseburg
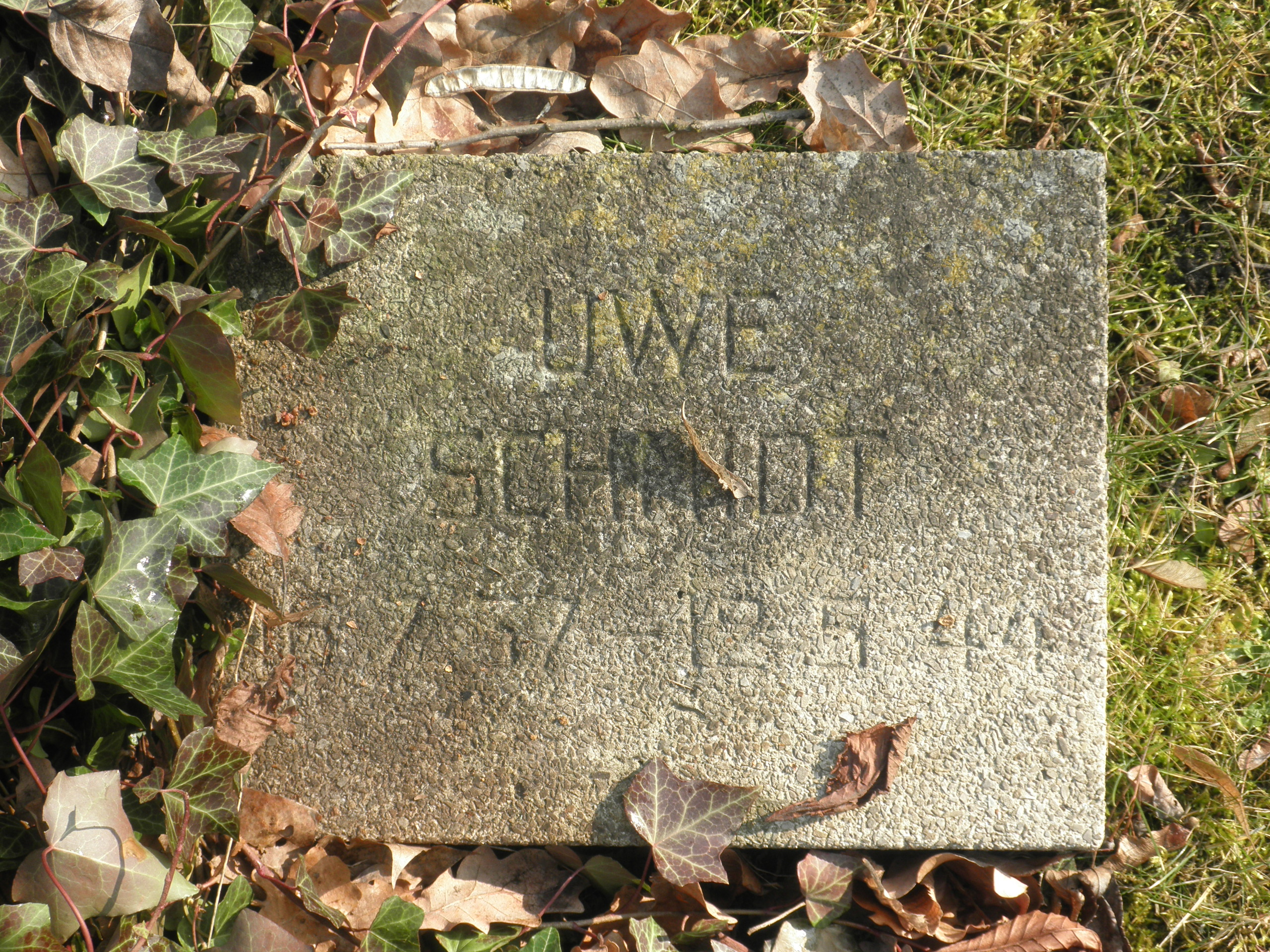
Bombenopfer Kind Merseburg
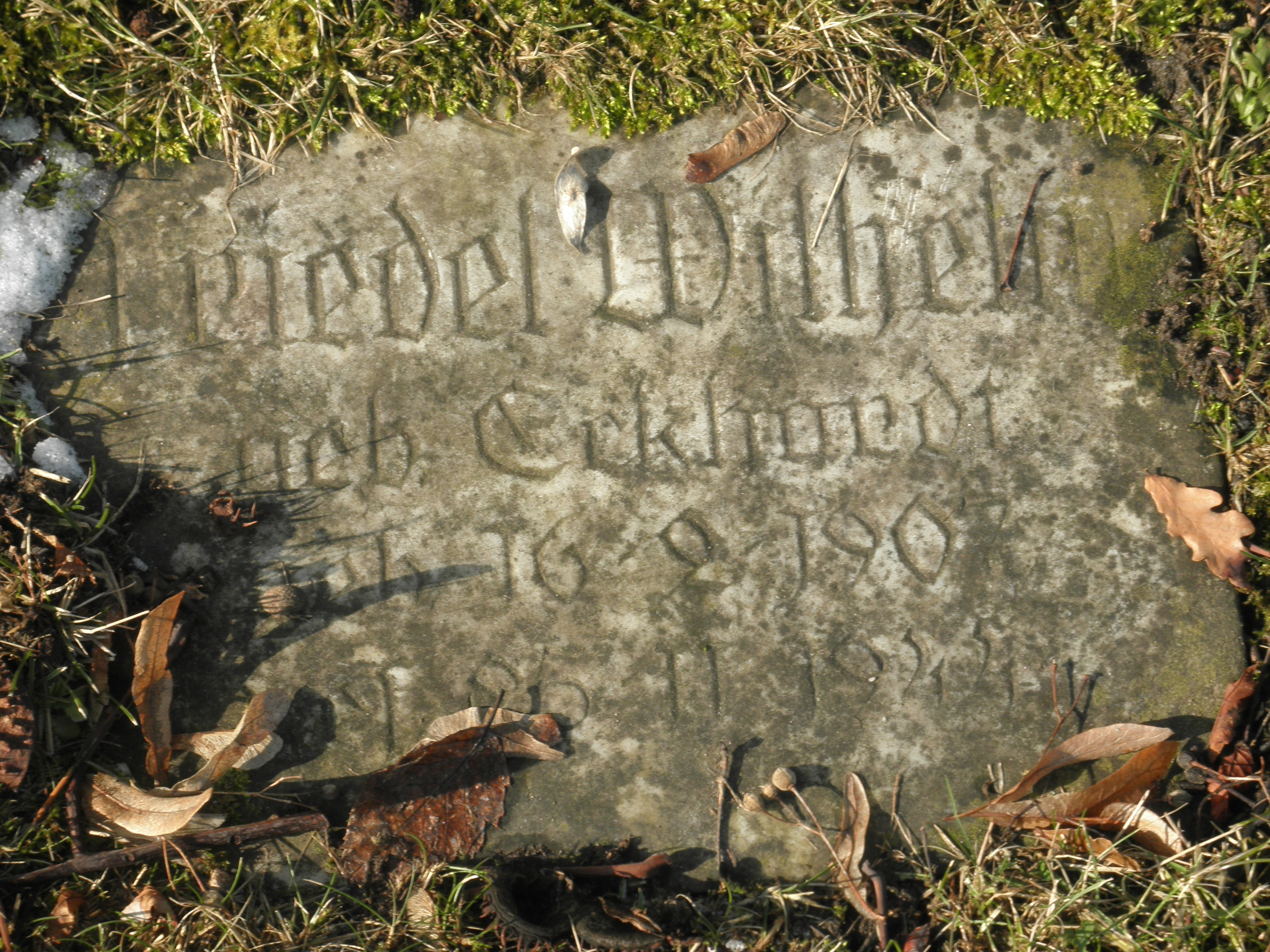
Bombenopfer Frau Merseburg
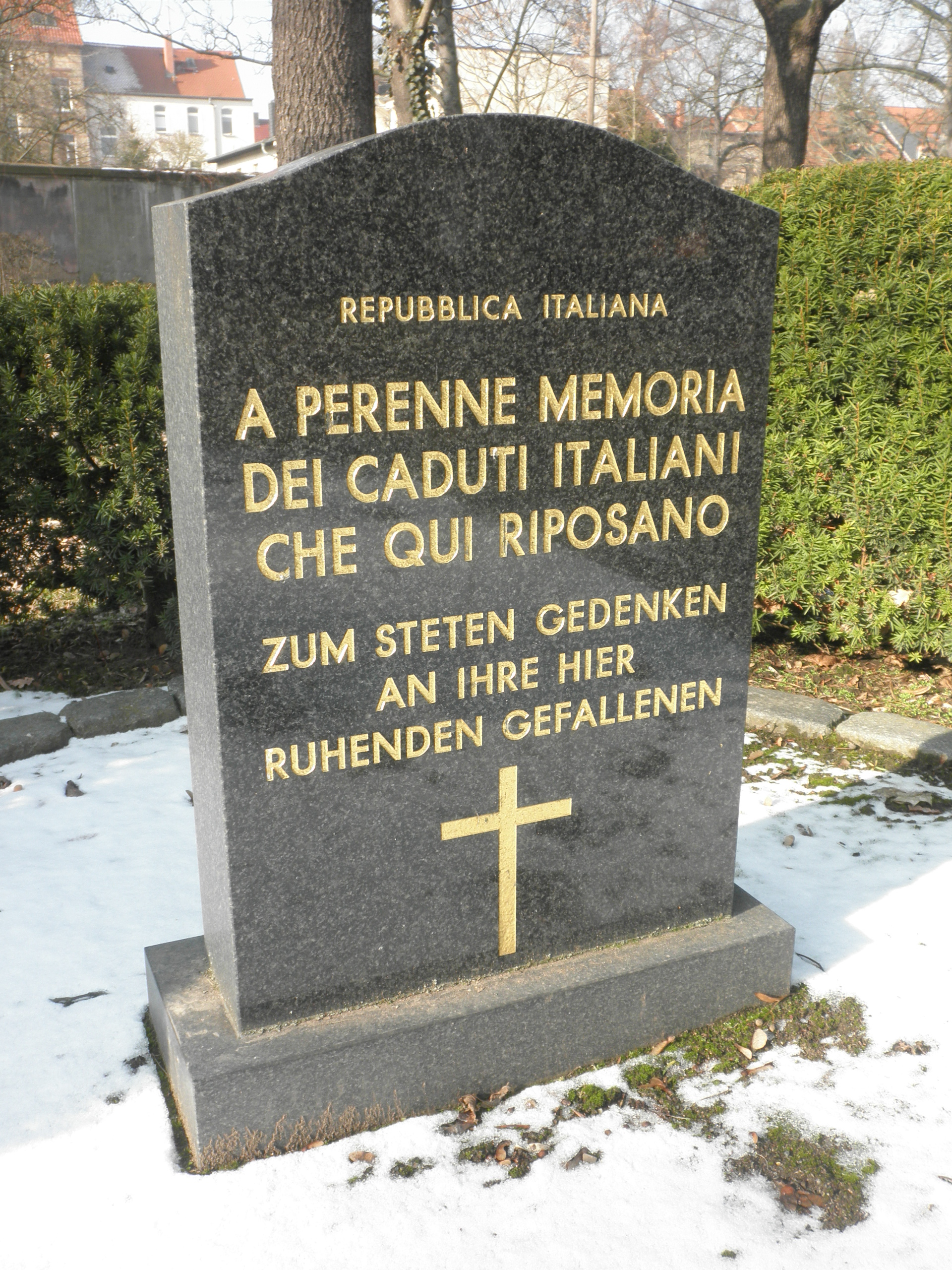
Italienische Bombenopfer Merseburg